# Tony Burrough
Tony Burrough (geb. vor 1978) ist ein Szenenbildner.

## Leben
Burrough begann seine Karriere als Szenenbildner 1978 bei der BBC und wirkte in dieser Zeit an Fernsehproduktionen wie Yes Minister und Top of the Pops mit. In den 1980er Jahren arbeitete er an einer Reihe von Fernsehfilmen und schließlich ab Beginn der 1990er Jahre schwerpunktmäßig für Spielfilmproduktionen wie Große Erwartungen, Ritter aus Leidenschaft und Hotel Ruanda.
Für die Shakespeare-Verfilmung Richard III. war er 1996 für den Oscar in der Kategorie Bestes Szenenbild nominiert, die Auszeichnung ging in diesem Jahr jedoch an Restoration – Zeit der Sinnlichkeit. 1997 gewann er dahingegen für Richard III. den BAFTA Film Award in der Kategorie Bestes Szenenbild. Sein Wirken für das Fernsehen wurde mit einer Nominierung für den BAFTA TV Award sowie einer Primetime-Emmy-Nominierung gewürdigt.

## Filmografie (Auswahl)
- 1994: Wunderbare Augenblicke der Luftfahrt (Great Moments in Aviation)
- 1995: Richard III.
- 1998: Große Erwartungen (Great Expectations)
- 2000: Ein ganz gewöhnlicher Dieb – Ordinary Decent Criminal (Ordinary Decent Criminal)
- 2001: Ritter aus Leidenschaft (A Knight’s Tale)
- 2002: Santa Clause 2 – Eine noch schönere Bescherung (The Santa Clause 2)
- 2002: Bis in alle Ewigkeit (Tuck Everlasting)
- 2004: Hotel Ruanda (Hotel Rwanda)
- 2004: Im Feuer (Ladder 49)
- 2005: Chromophobia
- 2006: Garfield 2 (Garfield: A Tail of Two Kitties)
- 2007: Mein Freund, der Wasserdrache (The Water Horse: Legend of the Deep)

## Auszeichnungen (Auswahl)
- 1996: Oscar-Nominierung in der Kategorie Bestes Szenenbild für Richard III
- 1997: BAFTA Film Award in der Kategorie Bestes Szenenbild für Richard III